# Exormothecaceae
Exormothecaceae là một họ rêu trong bộ Marchantiales.